# CJD Berlin
CJD Berlin var en volleybollklubb från Berlin, Tyskland. 
Klubben bildades av att TSV Rudow 1888s damlag bildade en egen förening säsongen 1989/1990. Damvolleybollsektionen av SC Dynamo Berlin anslöt 1991.
CJD Berlin nådde stora framgångar under 1990-talet, med två tyska mästerskap, fyra tyska cupsegrar och en seger i cupvinnarecupen.  
Klubben bytte 1999 namn till Volley Cats Berlin (bl.a. beroende på att de inte längre hade någon koppling till CJD), men gick 2002 i konkurs och upphörde.